# Orsennes
Orsennes és un municipi francès, situat al departament de l'Indre i a la regió de Centre – Vall del Loira. L'any 2007 tenia 816 habitants.

## Demografia

### Població
El 2007 la població de fet d'Orsennes era de 816 persones. Hi havia 350 famílies, de les quals 117 eren unipersonals (39 homes vivint sols i 78 dones vivint soles), 109 parelles sense fills, 97 parelles amb fills i 27 famílies monoparentals amb fills.
La població ha evolucionat segons el següent gràfic:
Habitants censats

### Habitatges
El 2007 hi havia 542 habitatges, 355 eren l'habitatge principal de la família, 100 eren segones residències i 87 estaven desocupats. 529 eren cases i 11 eren apartaments. Dels 355 habitatges principals, 282 estaven ocupats pels seus propietaris, 59 estaven llogats i ocupats pels llogaters i 14 estaven cedits a títol gratuït; 4 tenien una cambra, 27 en tenien dues, 80 en tenien tres, 95 en tenien quatre i 149 en tenien cinc o més. 188 habitatges disposaven pel capbaix d'una plaça de pàrquing. A 169 habitatges hi havia un automòbil i a 133 n'hi havia dos o més.

### Piràmide de població
La piràmide de població per edats i sexe el 2009 era:
| Homes | Edats   | Dones |
| ----- | ------- | ----- |
| 0     | 95 o +  | 0     |
| 8     | 90 a 94 | 4     |
| 12    | 85 a 89 | 24    |
| 8     | 80 a 84 | 16    |
| 20    | 75 a 79 | 24    |
| 40    | 70 a 74 | 32    |
| 32    | 65 a 69 | 44    |
| 20    | 60 a 64 | 24    |
| 36    | 55 a 59 | 16    |
| 4     | 50 a 54 | 24    |
| 36    | 45 a 49 | 16    |
| 24    | 40 a 44 | 32    |
| 36    | 35 a 39 | 16    |
| 16    | 30 a 34 | 28    |
| 16    | 25 a 29 | 8     |
| 16    | 20 a 24 | 16    |
| 28    | 15 a 19 | 20    |
| 20    | 10 a 14 | 20    |
| 24    | 5 a 9   | 28    |
| 0     | 0 a 4   | 8     |

## Economia
El 2007 la població en edat de treballar era de 494 persones, 311 eren actives i 183 eren inactives. De les 311 persones actives 284 estaven ocupades (161 homes i 123 dones) i 27 estaven aturades (9 homes i 18 dones). De les 183 persones inactives 53 estaven jubilades, 46 estaven estudiant i 84 estaven classificades com a «altres inactius».

### Ingressos
El 2009 a Orsennes hi havia 355 unitats fiscals que integraven 723 persones, la mediana anual d'ingressos fiscals per persona era de 13.087 €.

### Activitats econòmiques
Dels 40 establiments que hi havia el 2007, 1 era d'una empresa alimentària, 2 d'empreses de fabricació d'altres productes industrials, 8 d'empreses de construcció, 9 d'empreses de comerç i reparació d'automòbils, 4 d'empreses de transport, 2 d'empreses d'hostatgeria i restauració, 1 d'una empresa d'informació i comunicació, 2 d'empreses financeres, 2 d'empreses immobiliàries, 2 d'empreses de serveis, 5 d'entitats de l'administració pública i 2 d'empreses classificades com a «altres activitats de serveis».
Dels 16 establiments de servei als particulars que hi havia el 2009, 1 era una oficina de correu, 1 una oficina bancària, 1 taller de reparació d'automòbils i de material agrícola, 3 paletes, 2 guixaires pintors, 1 lampisteria, 1 electricista, 1 empresa de construcció, 2 perruqueries, 1 veterinari i 2 restaurants.
Dels 5 establiments comercials que hi havia el 2009, 2 eren botiges de menys de 120 m², 1 una botiga de menys de 120 m², 1 una peixateria i 1 una botiga d'equipament de la llar.
L'any 2000 a Orsennes hi havia 75 explotacions agrícoles que ocupaven un total de 3.290 hectàrees.

## Equipaments sanitaris i escolars
L'únic equipament sanitari que hi havia el 2009 era una farmàcia.
El 2009 hi havia una escola elemental integrada dins d'un grup escolar amb les comunes properes formant una escola dispersa.

## Poblacions més properes
El següent diagrama mostra les poblacions més properes.